# Роза Пинто, Жаир да
Жаир да Роза Пинто (порт.-браз. Jair da Rosa Pinto; 21 марта 1921, Куатис — 28 июля 2005, Рио-де-Жанейро) — бразильский футболист, левый полузащитник и левый нападающий. Обладал чрезвычайно сильным ударом с левой ноги, например газета «Эспортива» предлагала 30 тыс. крузейро тому вратарю, который сможет отбить удар Жаира вблизи ворот. Племянник известного футболиста Орландо, дядя футболиста Роберто Пинто. 38-й президент Бразилии Жаир Болсонару был назван в честь Жаира.

## Биография
Жаир родился 21 марта 1921 в муниципалитете Куатис в районе Барра-Манса, позже ставший городом. Он был младшим из четырёх братьев.

### Карьера
Жаир начал карьеру в команде «Жувентил-ду-Мендес», затем играл в клубе «Барра-Манса» и «Фригофику», откуда уехал в молодёжную команду клуба «Васко да Гама», но тренер Куко убрал футболиста из коллектива, сославшись на то, что у него слишком много игроков. После этого он вернулся в «Барра-Манса», после чего стал играть за основной состав команды. Затем он перешёл в «Мадурейру» в 1938 году, дебютировав в матче с «Васко да Гамой» (1:2). Там он выступал на позиции левого вингера, составляя знаменитый треугольник атаки вместе с Исайясом и Леле, прозванный, однако, «три тупицы». В 1943 году Жаир перешёл в «Васко да Гаму». Первоначально он должен был перейти в состав «Флуминенсе», куда его лично позвал главный тренер клуба Ондино Вьера, но тот был уволен, и когда возглавил «Васко», позвал Жаира к себе. Где тот провёл 3 года, проведя 71 матч, в которых отличился 27 раз. С «Васко» Жаир выиграл свои первые трофеи — дважды победив в чемпионате Рио-де-Жанейро, в 1945 и 1947 годах. 
Из «Васко» Жаир перешёл во «Фламенго», дебютировав во встрече с «Санжоанензе», где сразу забил гол (счет встречи 6:1). Там он выступал 3 сезона, проведя 87 матчей в которых забил 62 гола. Уйти из «Фла» Жаира вынудили обстоятельства: он и ещё несколько игроков были обвинены в том, что «сдали» игру «Васко», в результате чего «Менго» проиграл 2:5. Жаир накануне игры был замечен обедающим вместе с менеджером «Васко» Повоасом, что вызвало непонимание. А футболки Жаира с номером 10 на спине поклонники команды сожгли на площади перед стадионом, побуждаемые радиокомментатором Ари Баррозу, который был наибольшим из сторонников версии нечестной игры и даже назвал сумму, 25 тыс крузейро, за сколько был «продан» матч. Самого Жаира руководство клуба стало убеждать, чтобы он остался. Тем более во «Фла» готовился прийти главный тренер сборной Флавио Коста, рассчитывающий на него. Поначалу футболист сомневался, но к решению его подтолкнула свекровь, сказавшая, что если он вернётся во «Фламенго», то больше не переуступит порога её дома.

«Я был замечен вместе с одним из членов „Васко“ до начала игры, но то что касается подкупа, то Баррозо сам придумал это»
В 1949 году Жаир перешёл в «Палмейрас», в первом же матче, 1 сентября, с «Португезой» на 75-й минуте забив гол. А через год он уже завоевал настоящую любовь торсиды клуба: 28 января 1951 года проходил матч между «Палмейрасом» и клубом «Сан-Паулу», который должен был выявить чемпионат штата, ведь в нём встречались дву лидирующие команды. После первого тайма счёт был 1:0 в пользу «Сан-Паулу», но в перерыве Жаир сказал: «Наш единственный шанс — пасуйте мне, а я буду передавать мяч вперёд. Через час мы добъёмся своей цели». И действительно, за 15 минут до конца после паса Жаира мяч застрял в луже, образовавшейся на поле, но его подхватил Акилес и сравнял счёт, матч завершился вничью, а это означало, что чемпионом стал «Палмейрас», имевший на очко больше. За Палмейрас Жаир провёл 241 матч (141 победа, 55 ничьих, 45 поражений) и забив 71 гол, по данным официального сайта клуба — 248 матчей и 74 гола. Уйти из клуба его вынудил президент команды, который запретил Жаиру тренироваться.

«Я проиграл Кубок мира 1950, но в следующем году „Вердао“ вернул меня обратно в футбол. Я бесконечно благодарен клубу за то, что он дал мне всё, что я когда-либо хотел в жизни»

В 1956 году Жаир перешёл в «Сантос», куда его пригласил другой футболист — Зито. За этот клуб он выступал на протяжении 4-х сезонов, став партнёром только начинавшего играть в профессиональной команде Пеле. С «Сантосом» Жаир выиграл 3 титула чемпиона штата Сан-Паулу. Затем Жаир выступал три года за «Сан-Паулу», в котором принял решение завершить карьеру, сыграв последний матч в январе 1963 года, когда его «Сан-Паулу» противостоял его бывший клуб «Фламенго». За «Сан-Паулу» Жаир провёл 31 матча (20 побед, четыре ничьих и семь поражений), забив лишь 2 мяча. Однако через полгода вернулся в футбол, проведя два сезона в «Понте-Прете».

### Международная карьера
В сборной Бразилии Жаир дебютировал 5 марта 1940 года, выйдя на поле в матче с Аргентиной, завершившемся поражением бразильцев со счётом 1:6, но всё же дебют Жаира был не совсем испорчен: именно он забил единственный гол у бразильцев. 15 мая 1944 года Жаир в товарищеском матче забил три мяча в ворота Уругвая, а спустя год выиграл свой первый международный трофей — Кубок Рока. В том же году участвовал в чемпионате Южной Америки, а спустя год вновь играл в том же турнире.
В 1949 году Жаир стал чемпионом Южной Америки, забив 2 гола в финальном матче с Парагваем, а всего отличившись 9 раз в 7 играх, став лучшим бомбардиром турнира. Через год после победы на южноамериканском первенстве, Жаир, в составе сборной, поехал на домашний для Бразилии чемпионат мира. Там бразильцы считались главными фаворитами, а Зизиньо и Жаир — главными звёздами команды. Бразильцы дошли до финала, в котором проиграли 1:2 Уругваю. После того поражения Жаир сказал: «Я унесу это поражение с собой в могилу, но там я спрошу Бога, почему мы проиграли самый выигранный титул из всех сыгранных Кубков мира с 1930 года» и после этого 6 лет не играл за сборную. Последний свой матч в футболке национальной команды Жаир провёл 29 января 1956 года с Парагваем в Монтевидео на чемпионате Южной Америки, игра завершилась со счётом 0:0.
Всего за сборную Бразилии Жаир провёл 41 матч (25 побед, 5 ничьих, 11 поражений) и забил в них 23 гола.

### Тренерская карьера
После завершения карьеры игрока Жаир работал тренером, возглавляя клубы «Сан-Паулу», «Жувентус», «Понте-Прета», «Витория», «Олария», «Сантос», «Мадурейра», «Палмейрас», «Флуминенсе» и «Гуарани».
Жаир умер от тромбоэмболии лёгочной артерии в возрасте 84-х лет, дома, в окрестностях Тижука, в Рио-де-Жанейро, где он восстанавливался после операции на брюшной полости. Жаира кремировали в день смерти, его прах был захоронен на кладбище Кажу, около порта в Рио-де-Жанейро.

## Достижения

### Командные
- Чемпион штата Рио-де-Жанейро: 1945, 1947
- Обладатель Кубка Рока: 1945
- Чемпион Южной Америки: 1949
- Чемпион штата Сан-Паулу: 1950, 1956, 1958, 1960
- Чемпион турнира Рио-Сан-Паулу: 1951, 1959
- Обладатель Кубка Рио: 1951

### Личные
- Лучший бомбардир чемпионата Южной Америки: 1949 (9 голов)
- Член символической сборной чемпионата мира: 1950

## Личная жизнь
Жаир был женат на Марии Селии. У него были два сына — Луис Антониу и Жаир Антониу, а также шесть внуков.